# SNTB1
SNTB1‏ (Syntrophin beta 1) هوَ بروتين يُشَفر بواسطة جين SNTB1 في الإنسان.

## الوظيفة
الديستروفين هو بروتين كبير، عصوي الشكل، موجود في هيكل الخلية على السطح الداخلي لألياف العضلات. يغيب الديستروفين لدى مرضى الحثل العضلي الدوشيني، بينما يوجد بكميات أقل لدى مرضى سوء التغذية العضلي لبيكر. البروتين المشفر بواسطة هذا الجين هو بروتين غشائي محيطي، يرتبط بالديستروفين والبروتينات المرتبطة به. ينتمي هذا الجين إلى عائلة جينات السينتروفين، التي تحتوي على جينين آخرين على الأقل مرتبطين به هيكليًا.

## التفاعل
لقد ثبت أن SNTB1 يتفاعل مع الديستروفين.